# Aglia
Aglia este un gen de molii din familia Saturniidae. Este singurul gen din subfamilia Agliinae. 

## Specii
- Aglia ingens Naumann et al., 2003
- Aglia tau (Linnaeus, 1758)